# ロスコフ (競走馬)
ロスコフ（欧字名:Roscoff、2018年2月6日 - ）は、日本の競走馬。主な勝ち鞍は2024年の小倉サマージャンプ。
馬名の由来は、美しい海があるフランスの港町。母名より連想。

## 経歴
2020年7月11日、福島競馬場第5レースの2歳新馬戦（芝1800m）で、鞍上田辺裕信にてデビューし、4着。翌2021年からはダートに転向し、その転向初戦となった1月の中京競馬場・3歳未勝利戦（ダート1900m）で初勝利を収めた。条件戦でさらに2勝を挙げた後、5歳秋から障害路線へ転向。
平地を含めての重賞初挑戦で出走した2024年6月22日の東京ジャンプステークスは、最後の直線でジューンベロシティと激しい追い比べとなり、クビ差の2着に惜敗。続く8月の小倉サマージャンプは3番手でリズム良く運び、最終コーナーで前をとらえるとそのまま後続を突き放し、5馬身差の完勝で重賞初優勝を飾った。
その後、秋シーズンへ向けて調整されていた矢先に左前脚の繋靱帯炎を発症したため、長期の休養を余儀なくされる。2025年6月14日の東京ジャンプステークスで復帰したが4着に敗れる。この後放牧に出され、両前脚のエコー検査で左前脚の繋靱帯炎を再発したため、7月2日に所属する社台グループオーナーズにより現役を引退して乗馬となることが発表され、同日付でJRAの競走馬登録を抹消された。

## 競走成績
以下の内容は、netkeiba.comおよびJBISサーチの情報に基づく。
| 競走日     | 競馬場 | 競走名            | 格     | 距離（馬場）  | 頭 数 | 枠 番 | 馬 番 | オッズ （人気） | 着順 | タイム （上り3F） | 着差 | 騎手        | 斤量 [kg] | 1着馬（2着馬）       | 馬体重 [kg] |
| ---------- | ------ | ----------------- | ------ | ------------- | ----- | ----- | ----- | --------------- | ---- | ----------------- | ---- | ----------- | --------- | -------------------- | ----------- |
| 2020.07.11 | 福島   | 2歳新馬           |        | 芝1800m（稍） | 13    | 1     | 1     | 007.50（4人）   | 04着 | R1:51.8（36.8）   | -0.9 | 0田辺裕信   | 54        | ドゥラモンド         | 478         |
| 0000.09.20 | 中山   | 2歳未勝利         |        | 芝1800m（良） | 15    | 1     | 1     | 007.30（3人）   | 03着 | R1:50.4（35.2）   | -0.1 | 0田辺裕信   | 54        | サンズオブタイム     | 474         |
| 0000.12.20 | 中山   | 2歳未勝利         |        | 芝2000m（良） | 18    | 6     | 11    | 004.60（2人）   | 11着 | R2:05.8（38.4）   | -1.9 | 0田辺裕信   | 55        | ロードトゥフェイム   | 486         |
| 2021.01.17 | 中京   | 3歳未勝利         |        | ダ1900m（良） | 10    | 8     | 10    | 006.90（5人）   | 01着 | R2:02.2（38.1）   | -0.7 | 0西村淳也   | 56        | （アレクサンドロス） | 484         |
| 0000.02.14 | 東京   | 3歳1勝クラス      |        | ダ1600m（良） | 16    | 3     | 6     | 004.30（2人）   | 10着 | R1:39.2（38.5）   | -1.1 | 0福永祐一   | 56        | グランツアーテム     | 482         |
| 0000.07.11 | 函館   | 3歳上1勝クラス    |        | ダ1700m（重） | 14    | 5     | 7     | 007.30（3人）   | 11着 | R1:45.8（39.1）   | -0.9 | 0亀田温心   | 53        | クリノドラゴン       | 496         |
| 0000.07.31 | 函館   | 3歳上1勝クラス    |        | ダ1700m（良） | 13    | 2     | 2     | 005.70（3人）   | 02着 | R1:46.4（38.2）   | -0.2 | 0亀田温心   | 53        | ウィッチクラフト     | 492         |
| 0000.09.25 | 中山   | 3歳上1勝クラス    |        | ダ1800m（良） | 16    | 1     | 2     | 011.90（6人）   | 02着 | R1:53.7（38.9）   | -0.2 | 0田辺裕信   | 54        | リンガスウォリアー   | 486         |
| 0000.10.17 | 新潟   | 3歳上1勝クラス    |        | ダ1800m（不） | 9     | 1     | 1     | 004.20（3人）   | 02着 | R1:51.3（38.4）   | -0.7 | 0亀田温心   | 54        | コンソレーション     | 490         |
| 0000.10.30 | 新潟   | 3歳上1勝クラス    |        | ダ1800m（良） | 13    | 8     | 13    | 002.50（1人）   | 06着 | R1:53.9（38.6）   | -1.3 | 0亀田温心   | 54        | メイショウフンジン   | 490         |
| 2022.01.10 | 中山   | 4歳上1勝クラス    |        | ダ1800m（良） | 16    | 8     | 15    | 003.60（2人）   | 01着 | R1:54.3（38.4）   | -1.1 | 0横山武史   | 56        | （ワカミヤクオーレ） | 494         |
| 0000.01.30 | 中京   | 4歳上2勝クラス    |        | ダ1800m（良） | 11    | 7     | 8     | 006.00（3人）   | 03着 | R1:54.4（37.0）   | -0.1 | 0田辺裕信   | 56        | ヴァンヤール         | 498         |
| 0000.06.19 | 函館   | 檜山特別          | 2勝    | ダ1700m（良） | 14    | 8     | 13    | 006.30（3人）   | 05着 | R1:45.3（37.9）   | -0.2 | 0横山和生   | 56        | タイセイシェダル     | 498         |
| 0000.07.03 | 函館   | 竜飛崎特別        | 2勝    | ダ1700m（稍） | 10    | 3     | 3     | 007.10（3人）   | 10着 | R1:46.3（38.4）   | -2.2 | 0横山和生   | 57        | ブラッティーキッド   | 496         |
| 0000.07.23 | 札幌   | 大倉山特別        | 2勝    | ダ1700m（稍） | 10    | 8     | 11    | 004.60（3人）   | 08着 | R1:47.7（39.7）   | -1.8 | 0横山和生   | 57        | モズピンポン         | 496         |
| 0000.10.02 | 中山   | 3歳上2勝クラス    |        | ダ1800m（良） | 16    | 6     | 12    | 012.50（4人）   | 02着 | R1:53.1（38.4）   | -0.2 | 0西村淳也   | 57        | ロードヴァレンチ     | 492         |
| 0000.10.30 | 新潟   | 鳥屋野特別        | 2勝    | ダ1800m（稍） | 15    | 8     | 15    | 003.60（2人）   | 04着 | R1:53.3（37.6）   | -0.3 | 0西村淳也   | 57        | ルーチェット         | 498         |
| 2023.01.15 | 中山   | 4歳上2勝クラス    |        | ダ1800m（良） | 16    | 8     | 15    | 007.00（4人）   | 01着 | R1:53.5（37.7）   | -0.0 | 0C.ルメール | 58        | （ブレイクフォース） | 504         |
| 0000.04.29 | 東京   | 横浜S             | 3勝    | ダ2100m（良） | 16    | 1     | 1     | 021.40（6人）   | 06着 | R2:12.1（39.6）   | -1.8 | 0C.ルメール | 58        | テンカハル           | 508         |
| 0000.08.05 | 新潟   | 柳都S             | 3勝    | ダ1800m（良） | 15    | 3     | 5     | 061.8（12人）   | 15着 | R1:54.5（39.6）   | -2.4 | 0田辺裕信   | 58        | アスクドゥラメンテ   | 506         |
| 0000.10.14 | 新潟   | 障害3歳上未勝利   |        | 障2850m（良） | 13    | 7     | 11    | 015.90（6人）   | 01着 | R3:05.8（13.0）   | -0.5 | 0草野太郎   | 60        | （タイセイコマンド） | 492         |
| 0000.11.04 | 東京   | 秋陽ジャンプS     | OP     | 障3110m（良） | 14    | 2     | 2     | 013.00（5人）   | 02着 | R3:23.6（13.1）   | -0.0 | 0草野太郎   | 59        | ロードトゥフェイム   | 490         |
| 2024.03.16 | 中山   | ペガサスジャンプS | OP     | 障3350m（良） | 12    | 7     | 10    | 004.50（2人）   | 04着 | R3:43.8（13.4）   | -1.2 | 0草野太郎   | 60        | ビレッジイーグル     | 506         |
| 0000.05.04 | 新潟   | 障害4歳上OP       |        | 障2890m（良） | 14    | 8     | 14    | 001.80（1人）   | 02着 | R3:08.8（13.1）   | -0.1 | 0石神深一   | 60        | ヴァレッタカズマ     | 504         |
| 0000.06.22 | 東京   | 東京ジャンプS     | J･GIII | 障3110m（稍） | 14    | 6     | 9     | 016.80（6人）   | 02着 | R3:26.6（13.3）   | -0.1 | 0草野太郎   | 60        | ジューンベロシティ   | 502         |
| 0000.08.24 | 中京   | 小倉サマーJ       | J･GIII | 障3300m（良） | 5     | 5     | 5     | 001.80（1人）   | 01着 | R3:33.5（12.9）   | -0.8 | 0草野太郎   | 60        | （ニューツーリズム） | 504         |
| 2025.06.14 | 東京   | 東京ジャンプS     | J･GIII | 障3110m（良） | 12    | 5     | 5     | 006.30（3人）   | 04着 | R3:26.7（13.3）   | -1.5 | 0草野太郎   | 60        | ジューンベロシティ   | 502         |

1. ↑  障害戦は平均1F

## 血統表
| ロスコフの血統              | ロスコフの血統                                   | ロスコフの血統                                   | （血統表の出典）                                 | （血統表の出典）    |
| 父系                        | サンデーサイレンス系（ヘイロー系）               | サンデーサイレンス系（ヘイロー系）               | サンデーサイレンス系（ヘイロー系）               | [ § 2 ]             |
| 父 オルフェーヴル 2008 栗毛 | 父の父ステイゴールド 1994 黒鹿毛                 | *サンデーサイレンス                              | Halo                                             | Halo                |
| 父 オルフェーヴル 2008 栗毛 | 父の父ステイゴールド 1994 黒鹿毛                 | *サンデーサイレンス                              | Wishing Well                                     |                     |
| 父 オルフェーヴル 2008 栗毛 | 父の父ステイゴールド 1994 黒鹿毛                 | ゴールデンサッシュ                               | *ディクタス                                      | *ディクタス         |
| 父 オルフェーヴル 2008 栗毛 | 父の父ステイゴールド 1994 黒鹿毛                 | ゴールデンサッシュ                               | ダイナサッシュ                                   |                     |
| 父 オルフェーヴル 2008 栗毛 | 父の母オリエンタルアート 1997 栗毛               | メジロマックイーン                               | メジロティターン                                 | メジロティターン    |
| 父 オルフェーヴル 2008 栗毛 | 父の母オリエンタルアート 1997 栗毛               | メジロマックイーン                               | メジロオーロラ                                   |                     |
| 父 オルフェーヴル 2008 栗毛 | 父の母オリエンタルアート 1997 栗毛               | エレクトロアート                                 | *ノーザンテースト                                | *ノーザンテースト   |
| 父 オルフェーヴル 2008 栗毛 | 父の母オリエンタルアート 1997 栗毛               | エレクトロアート                                 | *グランマスティーヴンス                          |                     |
| 母 ベルプラージュ 2011 鹿毛 | 母の父キングカメハメハ 2001 鹿毛                 | Kingmanbo                                        | Mr. Prospector                                   | Mr. Prospector      |
| 母 ベルプラージュ 2011 鹿毛 | 母の父キングカメハメハ 2001 鹿毛                 | Kingmanbo                                        | Miesque                                          |                     |
| 母 ベルプラージュ 2011 鹿毛 | 母の父キングカメハメハ 2001 鹿毛                 | *マンファス                                      | *ラストタイクーン                                | *ラストタイクーン   |
| 母 ベルプラージュ 2011 鹿毛 | 母の父キングカメハメハ 2001 鹿毛                 | *マンファス                                      | Pilot Bird                                       |                     |
| 母 ベルプラージュ 2011 鹿毛 | 母の母ベルフィーチャー 2004 鹿毛                 | アグネスタキオン                                 | *サンデーサイレンス                              | *サンデーサイレンス |
| 母 ベルプラージュ 2011 鹿毛 | 母の母ベルフィーチャー 2004 鹿毛                 | アグネスタキオン                                 | アグネスフローラ                                 |                     |
| 母 ベルプラージュ 2011 鹿毛 | 母の母ベルフィーチャー 2004 鹿毛                 | ベルクラシック                                   | A.P. Indy                                        | A.P. Indy           |
| 母 ベルプラージュ 2011 鹿毛 | 母の母ベルフィーチャー 2004 鹿毛                 | ベルクラシック                                   | *ベルピアノ                                      |                     |
| 母系(F-No.)                 | ベルピアノ(USA)(FN:20)                           | ベルピアノ(USA)(FN:20)                           | ベルピアノ(USA)(FN:20)                           | [ § 3 ]             |
| 5代内の近親交配             | サンデーサイレンス S3×M4、ノーザンテースト S4×S5 | サンデーサイレンス S3×M4、ノーザンテースト S4×S5 | サンデーサイレンス S3×M4、ノーザンテースト S4×S5 | [ § 4 ]             |
| 出典                        | 1. 2. 3. 4.                                      | 1. 2. 3. 4.                                      | 1. 2. 3. 4.                                      | 1. 2. 3. 4.         |

- 主な近親にAlysheba（ケンタッキーダービーなど）、マチカネキンノホシ（アメリカジョッキークラブカップなど）、マチカネニホンバレ（エルムステークス）、サトノティターン（マーチステークス）など。